# چون عشق است
چون عشق است 
(به تلوگویی: Endukante Premanta) و (به انگلیسی: Because It's Love) فیلمی محصول سال ۲۰۱۲ و به کارگردانی ای. کارونکاران است. در این فیلم بازیگرانی همچون رام پوتینینی، تمنا باتیا، سومان و سایاجی شینده ایفای نقش کرده‌اند.